# Puchar Świata w narciarstwie alpejskim 1972/1973
Sezon 1972/1973 Pucharu Świata w narciarstwie alpejskim rozpoczął się 7 grudnia 1972 we francuskim Val d’Isère, a zakończył 24 marca 1973 w amerykańskim Heavenly Valley. Rozegrano 24 konkurencje dla kobiet (8 zjazdów, 8 slalomów gigantów i 8 slalomów specjalnych) i 24 konkurencje dla mężczyzn (8 zjazdów, 8 slalomów gigantów i 8 slalomów specjalnych).
Puchar Narodów (łącznie) zdobyła reprezentacja Austrii, wyprzedzając Francję i Szwajcarię.

## Puchar Świata w narciarstwie alpejskim kobiet
Wśród kobiet najlepszą zawodniczką okazała się Austriaczka Annemarie Moser-Pröll, która zdobyła 297 punktów, wyprzedzając swoją rodaczkę Monikę Kaserer i Francuzkę Patricię Emonet.
W poszczególnych klasyfikacjach tryumfowały:
- Annemarie Moser-Pröll – zjazd
- Patricia Emonet – slalom
- Monika Kaserer – slalom gigant

## Puchar Świata w narciarstwie alpejskim mężczyzn
Wśród mężczyzn najlepszym zawodnikiem okazał się Włoch Gustav Thöni, który zdobył 166 punktów, wyprzedzając Austriaka Davida Zwillinga i Szwajcara Rolanda Collombina.
W poszczególnych klasyfikacjach tryumfowali:
- Roland Collombin – zjazd
- Gustav Thöni – slalom
- Hansi Hinterseer – slalom gigant

## Puchar Narodów (kobiety + mężczyźni)
- 1.  Austria – 1554 pkt
- 2.  Francja – 721 pkt
- 3.  Szwajcaria – 586 pkt
- 4.  Włochy – 556 pkt
- 5.  RFN – 478 pkt